# Freedom Cup
Der Freedom Cup ist ein Pokalwettbewerb in der Sportart Rugby Union, der jährlich zwischen den Nationalmannschaften Südafrikas (den Springboks) und Neuseelands (den All Blacks) ausgetragen wird. Er fand erstmals 2004 statt und bestand aus einem einzelnen Länderspiel, erster Pokalinhaber war Südafrika. Ab 2006 wurde der Wettbewerb Teil des Tri-Nations-Turniers (seit 2012 The Rugby Championship) und wurde in einer Dreierserie entschieden. Im Jahr 2011 fanden aufgrund der Weltmeisterschaft nur zwei Spiele statt. Danach wurde die Serie aufgrund der Expansion des Tri Nations auf zwei Begegnungen reduziert. In den Jahren 2015, 2019 und  2023 fanden aufgrund der jeweiligen Weltmeisterschaft nur ein Spiel statt. 

## Gewinner
| Jahr | Pokalinhaber | Siege NZL | Unent. | Siege SAF |
| ---- | ------------ | --------- | ------ | --------- |
| 2004 | Südafrika    | 0         | 0      | 1         |
| 2006 | Neuseeland   | 2         | 0      | 1         |
| 2007 | Neuseeland   | 2         | 0      | 0         |
| 2008 | Neuseeland   | 2         | 0      | 1         |
| 2009 | Südafrika    | 0         | 0      | 3         |
| 2010 | Neuseeland   | 3         | 0      | 0         |
| 2011 | Neuseeland   | 1         | 0      | 1         |
| 2012 | Neuseeland   | 2         | 0      | 0         |
| 2013 | Neuseeland   | 2         | 0      | 0         |
| 2014 | Neuseeland   | 1         | 0      | 1         |
| 2015 | Neuseeland   | 1         | 0      | 0         |
| 2016 | Neuseeland   | 2         | 0      | 0         |
| 2017 | Neuseeland   | 2         | 0      | 0         |
| 2018 | Neuseeland   | 1         | 0      | 1         |
| 2019 | Neuseeland   | 0         | 1      | 0         |
| 2021 | Neuseeland   | 1         | 0      | 1         |
| 2022 | Neuseeland   | 1         | 0      | 1         |
| 2023 | Neuseeland   | 1         | 0      | 0         |
| 2024 | Südafrika    | 0         | 0      | 2         |